# Dipartimento di Independencia (Chaco)
Independencia è un dipartimento argentino, situato nella parte centrale della provincia del Chaco, con capoluogo Campo Largo.

## Geografia fisica
Esso confina con i dipartimenti di Maipú, Comandante Fernández, O'Higgins e General Belgrano e Almirante Brown.

## Società

### Evoluzione demografica
Secondo il censimento del 2001, su un territorio di 1.871 km², la popolazione ammontava a 20.620 abitanti, con un aumento demografico del 12,05% rispetto al censimento del 1991.

## Amministrazione
Nel 2001 il dipartimento comprendeva i seguenti comuni (municipios in spagnolo):
- Aviá Teraí
- Campo Largo
- Napenay